# رينا تاكيدا (مواليد 1997)
رينا تاكيدا (باليابانية: 武田 玲奈) ممثلة وعارضة يابانية. ولدت يوم 27 تموز 1997 في لواكي، محافظة فوكوشيما.

## أعمالها

### أفلام
| السنة | الفيلم                              | الدور        | ملاحظة             |
| ----- | ----------------------------------- | ------------ | ------------------ |
| 2015  | Assassination Classroom             | يوزوكي فوا   | أول دور لها كممثلة |
| 2015  | Crime's Blank                       |              |                    |
| 2016  | Assassination Classroom: Graduation | يوزوكي فوا   |                    |
| 2016  | The Stare                           |              |                    |
| 2016  | Wolf Girl and Black Prince          | مايو         |                    |
| 2017  | Poetry Angel                        | آنا ماروياما | دور رئيسي          |

## روابط خارجية
- رينا تاكيدا على موقع IMDb (الإنجليزية)
- رينا تاكيدا على موقع قاعدة بيانات الفيلم (الإنجليزية)
- رينا تاكيدا على موقع كينوبويسك (الروسية)